# Greece International 2002
Die Greece International 2002 (auch Athens International 2002 bezeichnet) im Badminton fanden vom 30. August bis zum 1. September 2002 in Athen statt.

## Medaillengewinner
| Disziplin    | Gold                               | Silber                      | Bronze                                   |
| ------------ | ---------------------------------- | --------------------------- | ---------------------------------------- |
| Herreneinzel | Georgi Petrov                      | Yulian Hristov              | Boris Kessov                             |
| Herreneinzel | Georgi Petrov                      | Yulian Hristov              | Vladimir Metodiev                        |
| Dameneinzel  | Petya Nedelcheva                   | Neli Boteva                 | Olga Guzmenco                            |
| Dameneinzel  | Petya Nedelcheva                   | Neli Boteva                 | Diana Dimova                             |
| Herrendoppel | Georgi Petrov Konstantin Dobrev    | Maxim Carpenco Egor Ursatii | Yulian Hristov Vladimir Metodiev         |
| Herrendoppel | Georgi Petrov Konstantin Dobrev    | Maxim Carpenco Egor Ursatii | Pavlos Charalambidis Christos Tsartsidis |
| Damendoppel  | Petya Nedelcheva Neli Boteva       | Maria Ioannou Diana Knekna  | Olga Cuzmenco Nadejda Litvinenco         |
| Damendoppel  | Petya Nedelcheva Neli Boteva       | Maria Ioannou Diana Knekna  | Chrisa Georgali Christina Mavromatidou   |
| Mixed        | Konstantin Dobrev Petya Nedelcheva | Boris Kessov Neli Boteva    | Yulian Hristov Diana Dimova              |
| Mixed        | Konstantin Dobrev Petya Nedelcheva | Boris Kessov Neli Boteva    | Maxim Carpenco Nadejda Litvinenco        |